# Herz Jesu (Obertsrot)

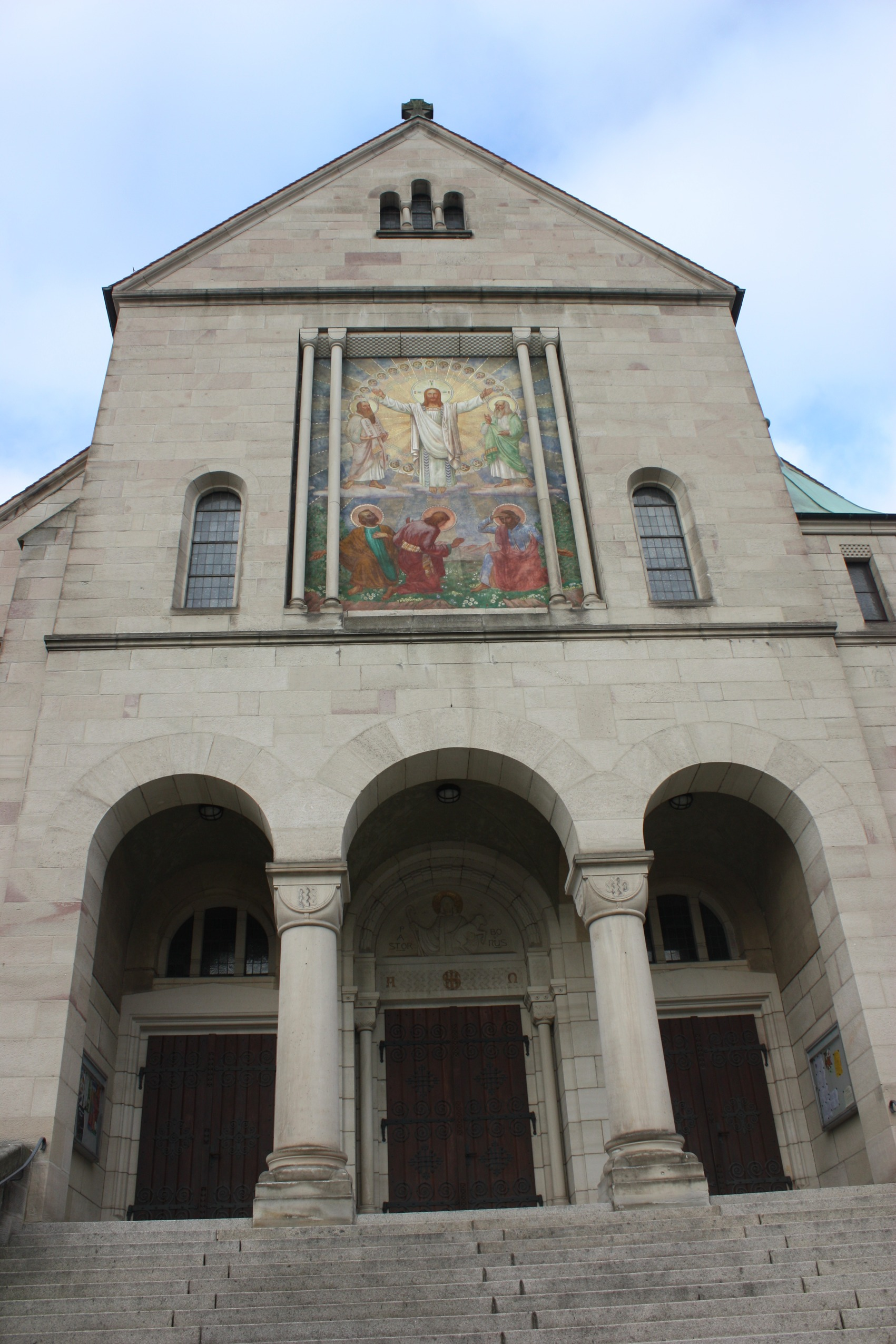
Herz-Jesu-Kirche

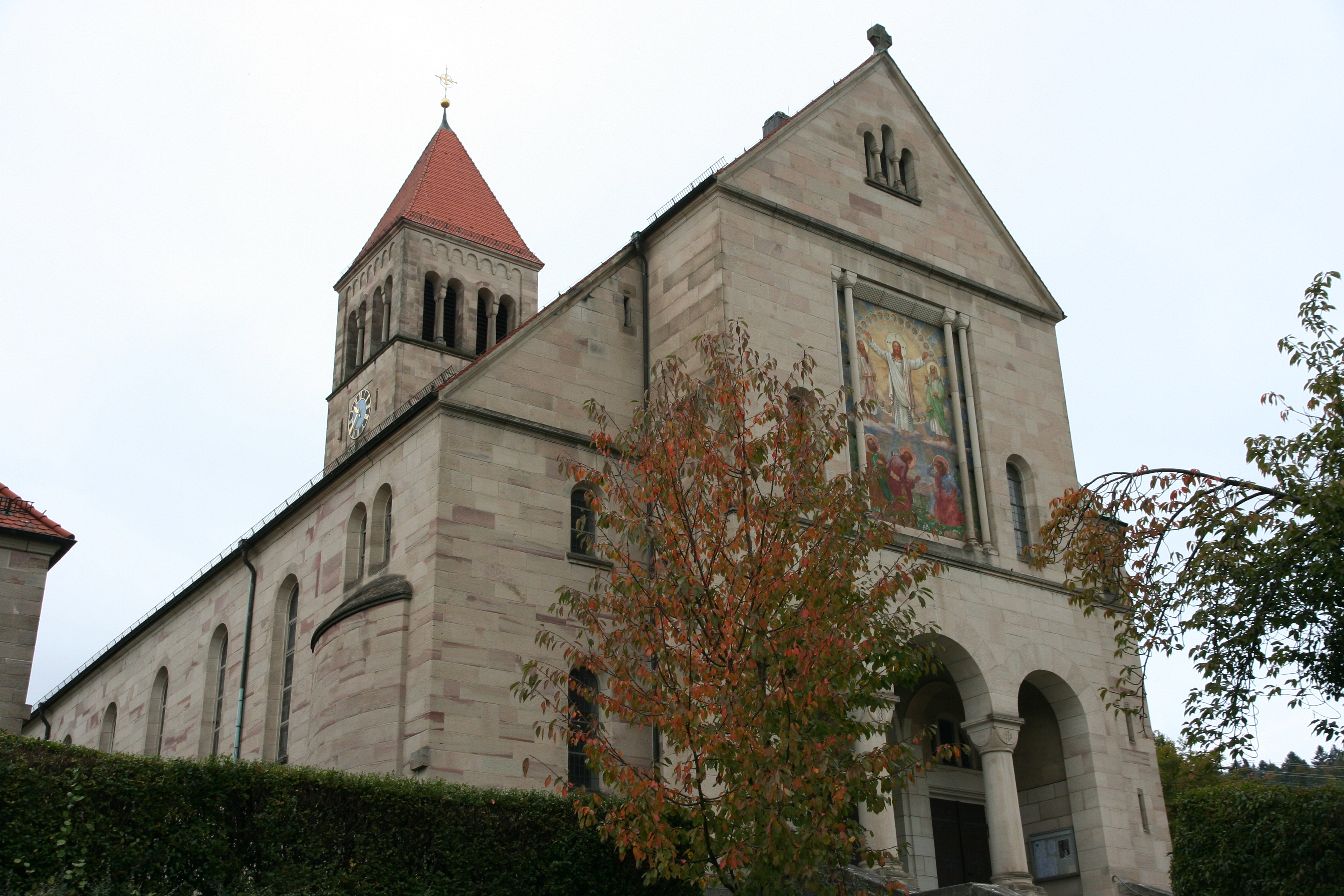
Seitenansicht

Die Kirche Herz-Jesu (ⓘ) ist die römisch-katholische Pfarrkirche von Obertsrot, einem Stadtteil in Gernsbach in Baden-Württemberg. Die von Johannes Schroth entworfene Kirche gehört zur Seelsorgeeinheit Gernsbach im Dekanat Rastatt der Erzdiözese Freiburg.

## Geschichte

### Vorgeschichte
Die historischen Kapellen von Obertsrot und Hilpertsau waren in den 1880er Jahren baufällig und für die wachsende Bevölkerung zu klein geworden, sodass sich je ein Neubau aufdrängte. Zweckmäßig erschien jedoch, für Obertsrot und Hilpertsau eine gemeinsame, große Pfarrkirche zu errichten und eine neue, von Gernsbach abgelöste Kirchengemeinde zu gründen. Obwohl auch der Gernsbacher Pfarrer den Bau einer großen Kirche für beide Orte befürwortete, war diese Lösung in den beiden Orten umstritten und die Finanzierung eines solchen Kirchbaus ungelöst, da sich Kirche und Gemeinde um die Aufteilung der Baukosten nicht einigen konnten. Trotzdem wurden am 7. Januar 1897 zwei Bauvarianten für eine neue Kirche in Obertsrot erarbeitet: Der eine Vorschlag sah eine Kirche mit 500 Plätzen ausschließlich für die Katholiken von Obertsrot vor, der andere, nur wenig teurere schlug eine Kirche mit 800 Plätzen für die Katholiken von Obertsrot samt Hilpertsau vor. Am 25. Juni 1910 trafen sich die Gemeinderäte mit dem Oberstiftungsrat, dem Oberbauinspektor, dem Architekten und dem Pfarrverweser, um das weitere Vorgehen zu vereinbaren: Obertsrot und Hilpertsau sollten zu einer gemeinsamen Kirchgemeinde zusammengeschlossen werden, die auch den Bau einer gemeinsamen neuen Kirche durchführen sollte. Zudem wurden die Kosten für die neue Kirche sowie einige Grundsatzentscheide für die Ausführung des Baus festgehalten.

### Baugeschichte
Zum 1. Januar 1911 erteilte das Großherzogtum Baden die Baugenehmigung, anschließend einigte man sich auf den Bau einer neuromanischen Basilika mit Rundbögen und dreischiffigem Langhaus, was schließlich am 7. Mai 1912 vom Erzbistum Freiburg genehmigt wurde. Im Frühjahr 1912 begann der Aushub samt Betonierung des Fundaments. Am Himmelfahrtstag 1913 erfolgte die Grundsteinlegung, anschließend wurde bis zum Herbst der Rohbau mit weißgelbem Murgtäler Sandstein aus der Michelbacher Gegend hochgezogen. Am 26. Oktober 1913 wurde der Bau des Pfarrhauses beschlossen. Der Erste Weltkrieg verzögerte die Fertigstellung der Kirche, die im August 1915 bezugsfertig war und am 29. August 1915 geweiht wurde.
1927 erhielt die Kirche eine neue Orgel und bekam eine elektrische Beleuchtung. In den Jahren 1956 sowie 1964–1965 wurde das Äußere der Kirche saniert, da sich der Sandstein an den Außenmauern als anfällig erwies. 1987–1989 wurde das Dach neu eingedeckt und das Äußere der Kirche umfassend saniert. Hierbei wurde auch das große Bild über dem Eingang restauriert. Das Innere der Kirche wurde 1936 ein erstes Mal instand gesetzt. Die Umsetzung der Liturgiekonstitution des Zweiten Vatikanischen Konzils legte Anfang der 1970er Jahre eine Neugestaltung des Innenraums nahe. Bis zum Herz-Jesu-Fest 1973 wurden die Arbeiten ausgeführt, wobei der Volksaltar, der neue Taufstein, der Ambo sowie der Tabernakel aus Rot-Lava-Stein gefertigt wurden. Das Kreuz, die Madonna sowie die Reliefs entstanden in Bronzeguss. Entsprechend dem Zeitgeschmack wurden die ursprünglichen Gemälde abgekratzt und die Kirche wurde einheitlich hell gestrichen. Am 7. Oktober 1973 weihte der damalige Weihbischof und spätere Erzbischof Oskar Saier den Volksaltar. 2012 wurde das Innere der Kirche erneut saniert, wobei auch die Beleuchtung erneuert wurde.

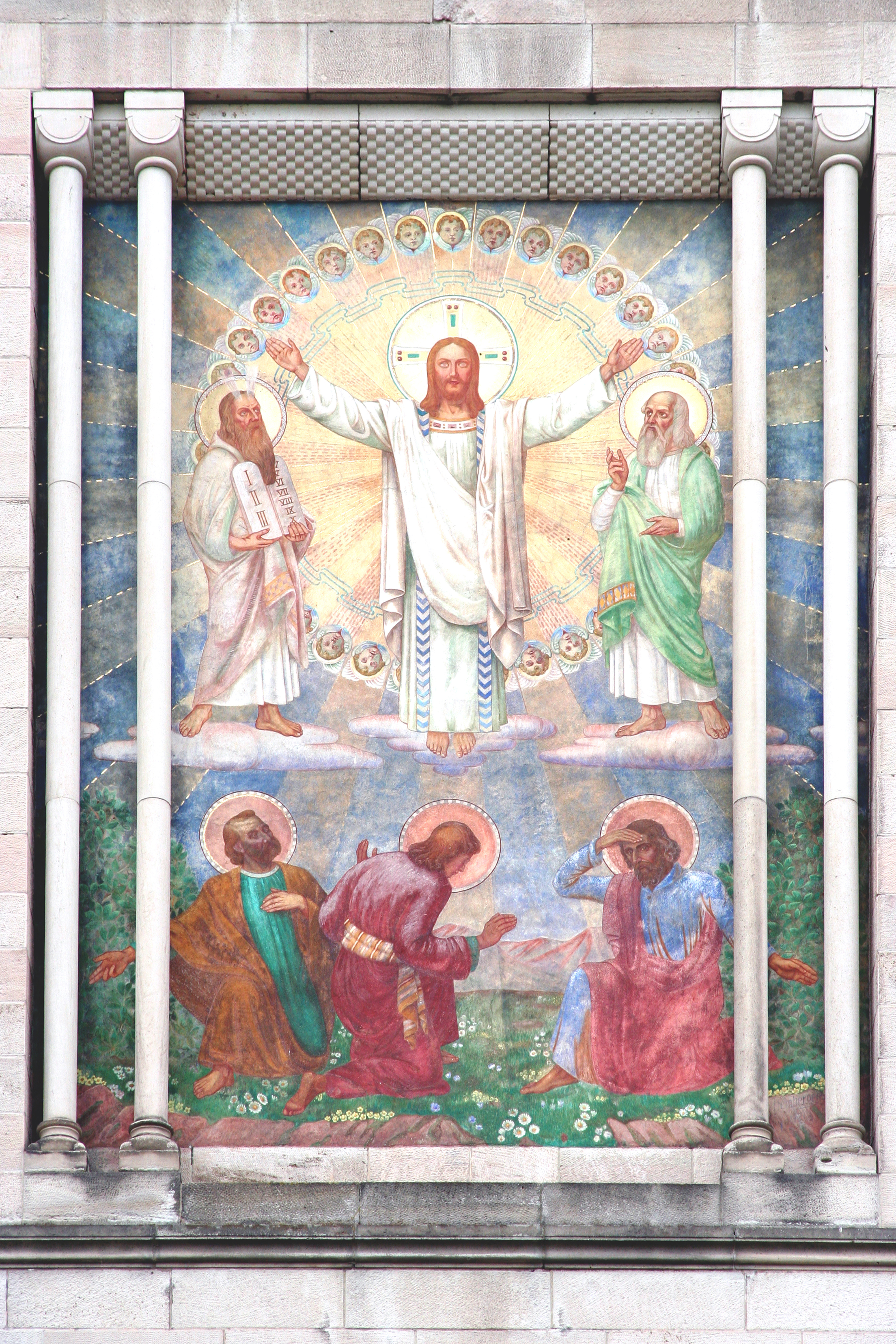
Außenbild Verklärung Christi

## Baubeschreibung

### Äußeres
Die Herz-Jesu-Kirche befindet sich im Zentrum von Obertsrot an der Ecke Ackerbrunnen-/Obertsroter Straße. Wegen des ansteigenden Geländes ist die Kirche nicht wie üblich geostet, sondern hat den Chorraum auf der westlichen Seite. Von der Obertsroter Straße führt ein breiter Weg zur Kirche hinauf. Die Schaufassade besitzt ein großes Bild aus der Entstehungszeit der Kirche, das die Verklärung Christi zeigt: Umgeben von einem Kranz mit Engelsköpfen steht im Zentrum des Bildes der verklärte Christus, flankiert von Mose und Elija. In der unteren Bildhälfte sind die Jünger Petrus, Jakobus und Johannes zu sehen, die von der Verklärung geblendet zurückweichen. Über eine breite Freitreppe gelangt der Besucher unter einem Vordach ins Innere der Kirche.

### Kirchturm und Glocken
Der Glockenturm ist auf der Höhe des Chores nördlich an die Kirche angebaut. Er hat einen quadratischen Grundriss und ist mit einem Pyramidendach gedeckt. Infolge der historischen Ereignisse trägt er bereits sein drittes Geläut. Am 30. April 1914 wurde die Anschaffung eines ersten, vierstimmigen Geläuts mit der Tonfolge e, fis, gis und h beschlossen. Dieses Geläut wurde kurz darauf wegen des Ersten Weltkriegs eingezogen und für die Rüstungsindustrie eingeschmolzen. 1922 erhielt die Kirche ihr zweites Geläute, das die Schlagtöne es, g, b und c besaß. Nachdem auch diese Glocken während des Zweiten Weltkriegs für die Rüstungsindustrie eingezogen worden waren, goss Friedrich Wilhelm Schilling in Heidelberg 1950 das heutige Glockengeläut aus Bronze. Bei der Sanierung der Kirche 1987–1989 wurden im Glockenstuhl die alten Betonauflager durch Eichenbalken ersetzt.
| Glocke | Name            | Durchmesser | Gewicht  | Schlagton |
| ------ | --------------- | ----------- | -------- | --------- |
| 1      | Hl. Erhard      | 1244 mm0    | 1050 kg0 | e’-9      |
| 2      | Hl. Sebastian   | 110 mm      | 748 kg   | fis’-9    |
| 3      | Hl. Maria       | 974 mm      | 525 kg   | gis’-8    |
| 4      | Hl. Schutzengel | 809 mm      | 305 kg   | h’-8      |

Unterhalb der Schallöffnungen der Glockenstube befinden sich Zifferblätter auf allen vier Seiten des Turmes. Für den Uhrschlag der zugehörigen Turmuhr werden alle vier Glocken herangezogen: Glocke 1 für den Stundenschlag, die anderen für die Viertelstundenschläge.

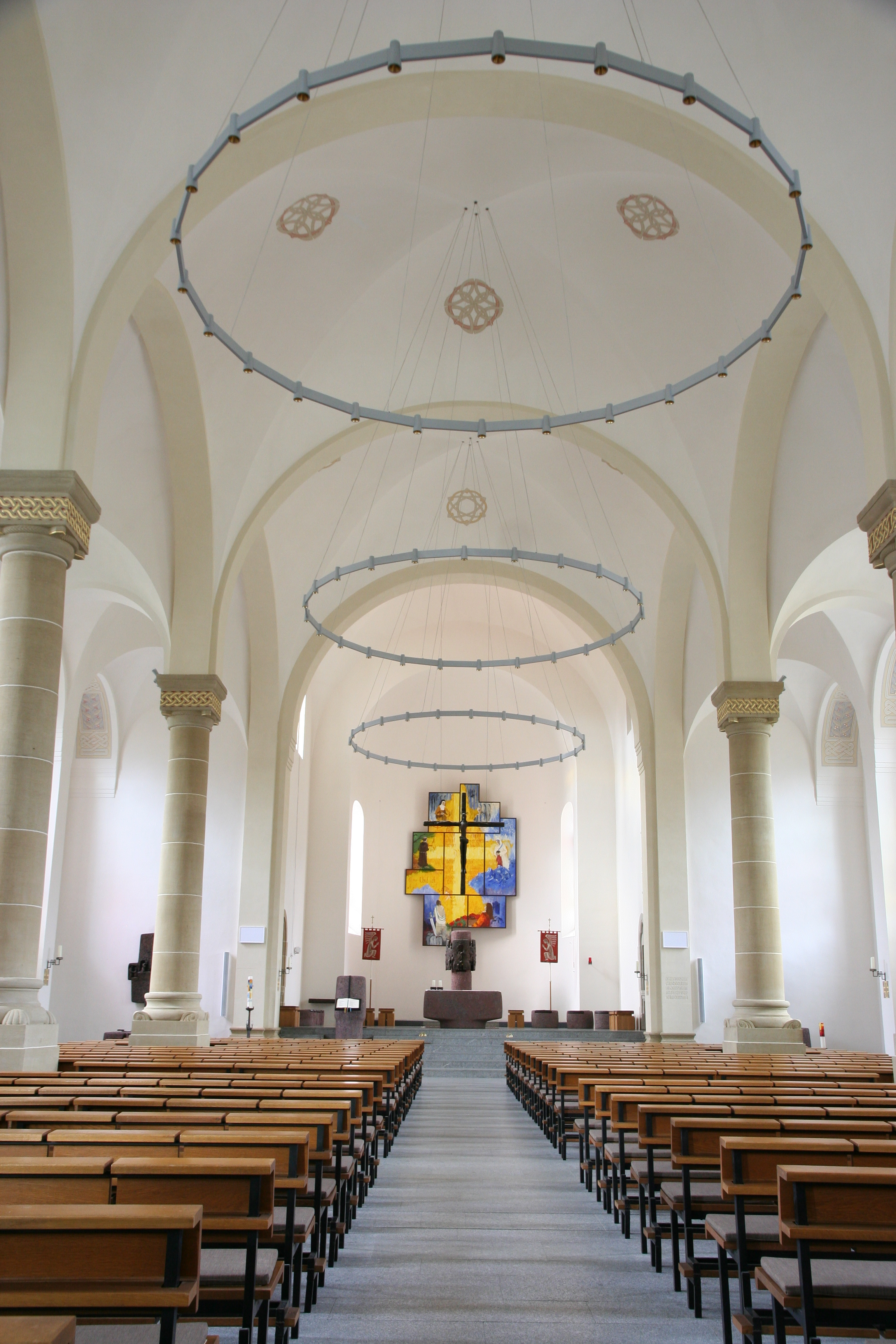
Innenansicht

### Innenraum und künstlerische Ausstattung
Der helle Innenraum der Kirche ist im neoromanischen Stil gehalten. Die drei Schiffe werden von Kreuzgratgewölben überspannt, die auf Säulen mit romanisierenden Würfelkapitellen ruhen. Seit der Sanierung in den 2010er Jahren hängen kreisförmige Leuchter im Mittelschiff, das in Weißtönen gestrichen ist. Von der ursprünglichen Innenausstattung ist fast ausschließlich der Kreuzweg erhalten, der an den Außenwänden der Seitenschiffe angebracht ist. Die liturgische Ausstattung im Chor stammt aus der Zeit der Erneuerung, die 1973 abgeschlossen wurde. Im Zentrum des durch mehrere Stufen vom Hauptschiff abgehobenen Chores steht der Volksaltar, der auf der linken Seite vom Ambo flankiert wird. Ein monumentales Kreuz schwebt über dem Altar. Vor der Chorwand erhebt sich die Tabernakelsäule, dahinter ist ein zeitgenössisches Bild angebracht, welches das Ostergeschehen in einen Bezug zur heutigen Zeit stellt: In der Mitte ist ein gelb leuchtendes Kreuz zu sehen, das in hebräischen Buchstaben den Gottesnamen trägt. Umgeben ist das Kreuz vom Text aus Joh 3, 16: Denn Gott hat die Welt so sehr geliebt, dass er seinen einzigen Sohn dahingab, damit jeder, der an ihn glaubt, nicht zugrunde geht, sondern das ewige Leben hat. Auf der linken Seite stehen die Worte Und ich…, die den Betrachter einladen, seine eigene Antwort auf das Kreuzgeschehen zu finden. Um das Kreuz herum sind verschiedene Menschen aus der heutigen Zeit zu sehen, darunter eine Benediktinerin, ein Franziskaner und eine Missionarin der Nächstenliebe aus dem Orden von Mutter Teresa. Von der Vorgängerkirche stammt der Altar, der auf der Nordseite der Kirche neben der Orgelempore angebracht ist. Anstelle eines Altarblattes ist eine figürliche Pietà zu sehen, im oberen Feld in einem Medaillon der hl. Antonius mit dem Jesuskind.

### Orgel
Die erste Orgel der Kirche stammte aus dem Jahr 1927 und versah bis 1962 ihren Dienst. An Pfingsten 1963 wurde die neue Orgel der Kirche eingeweiht.

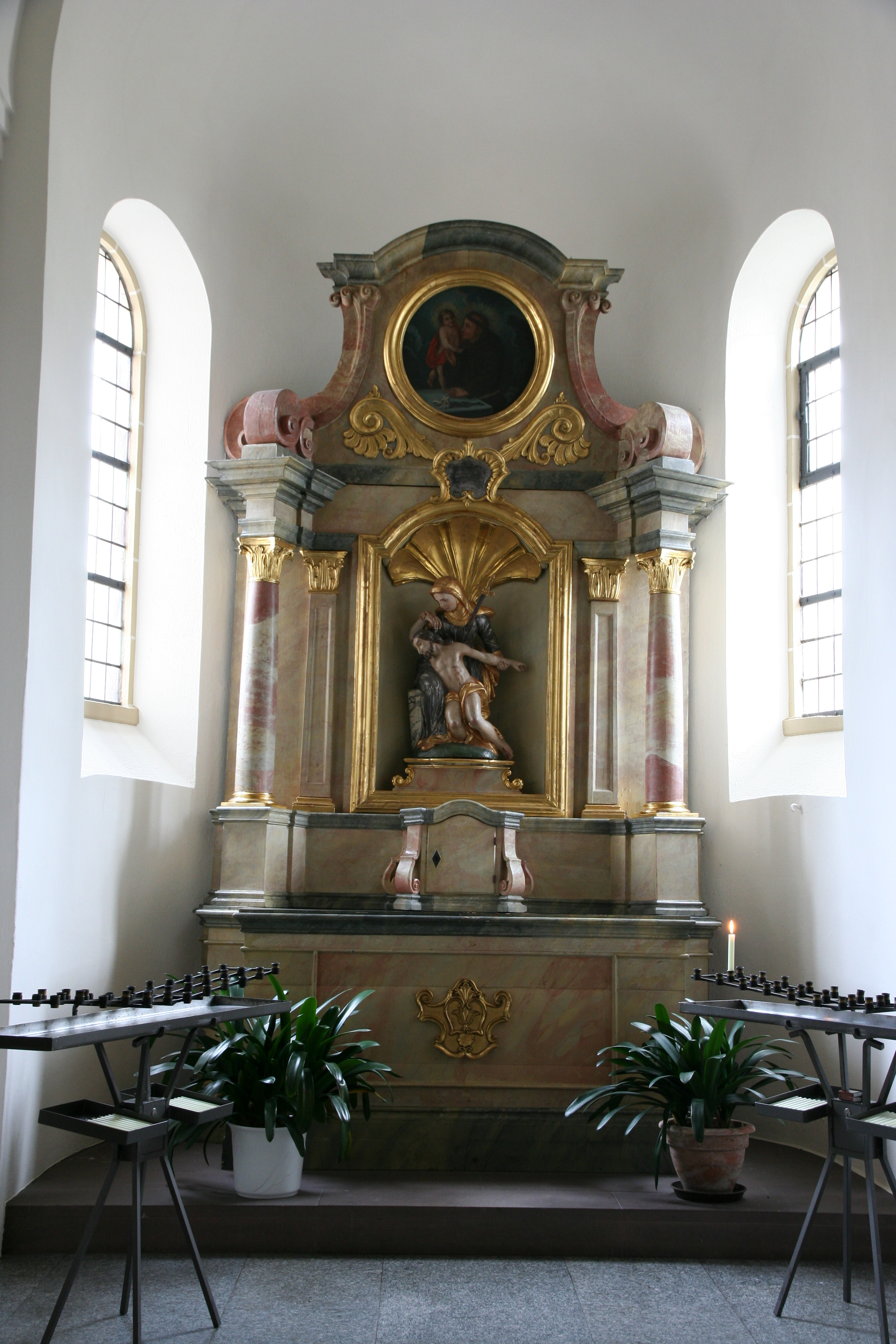
Seitenaltar mit Pietà
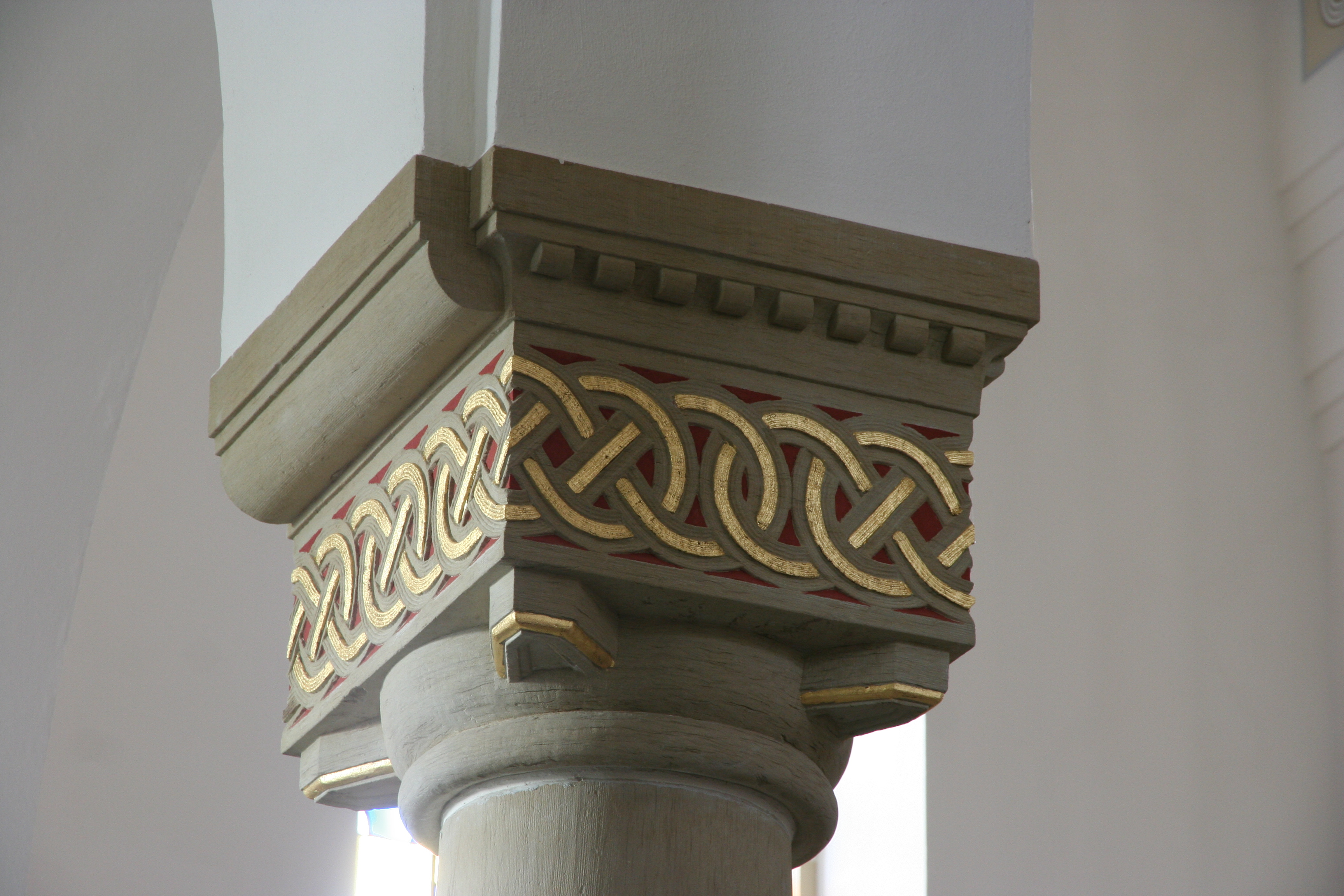
Kapitell
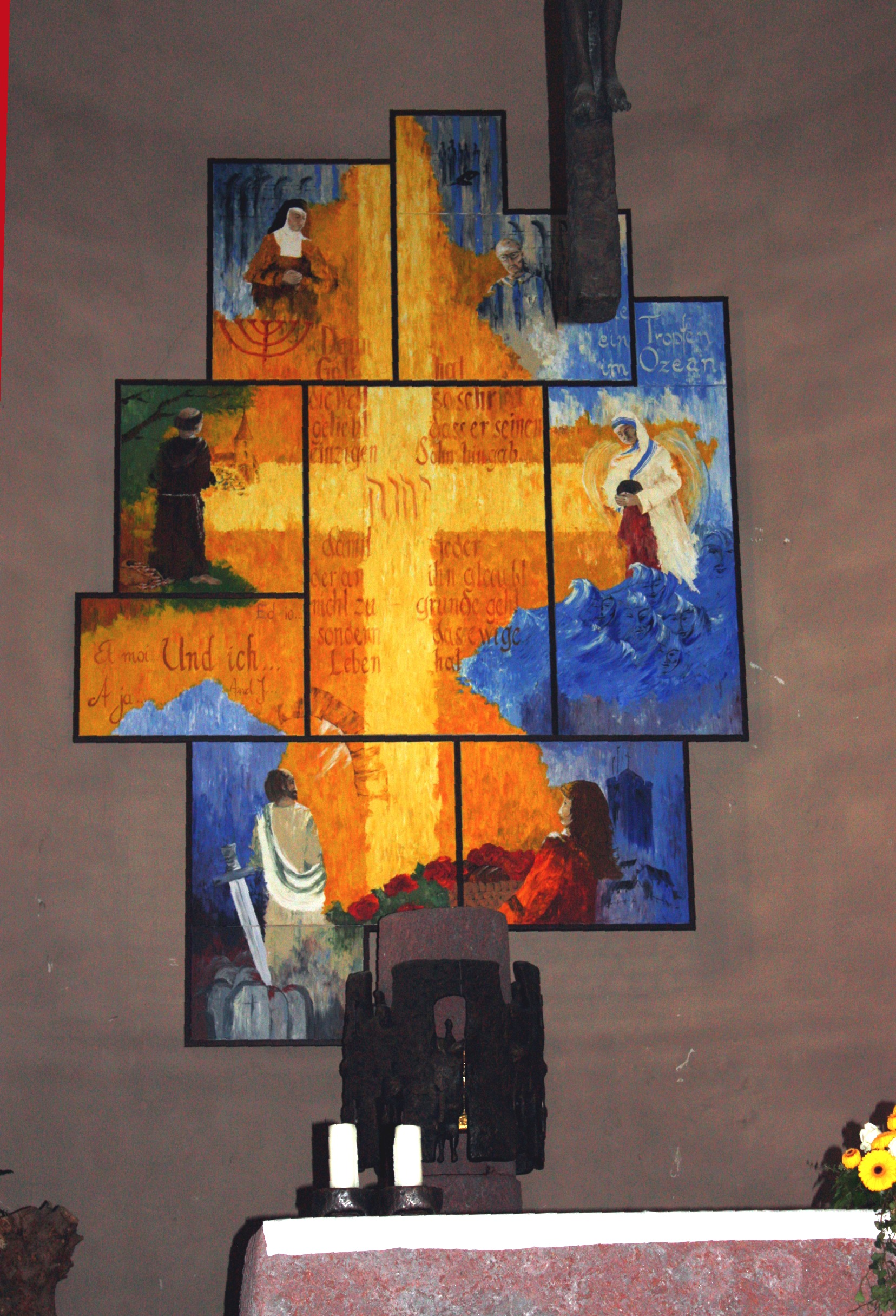
Altargemälde
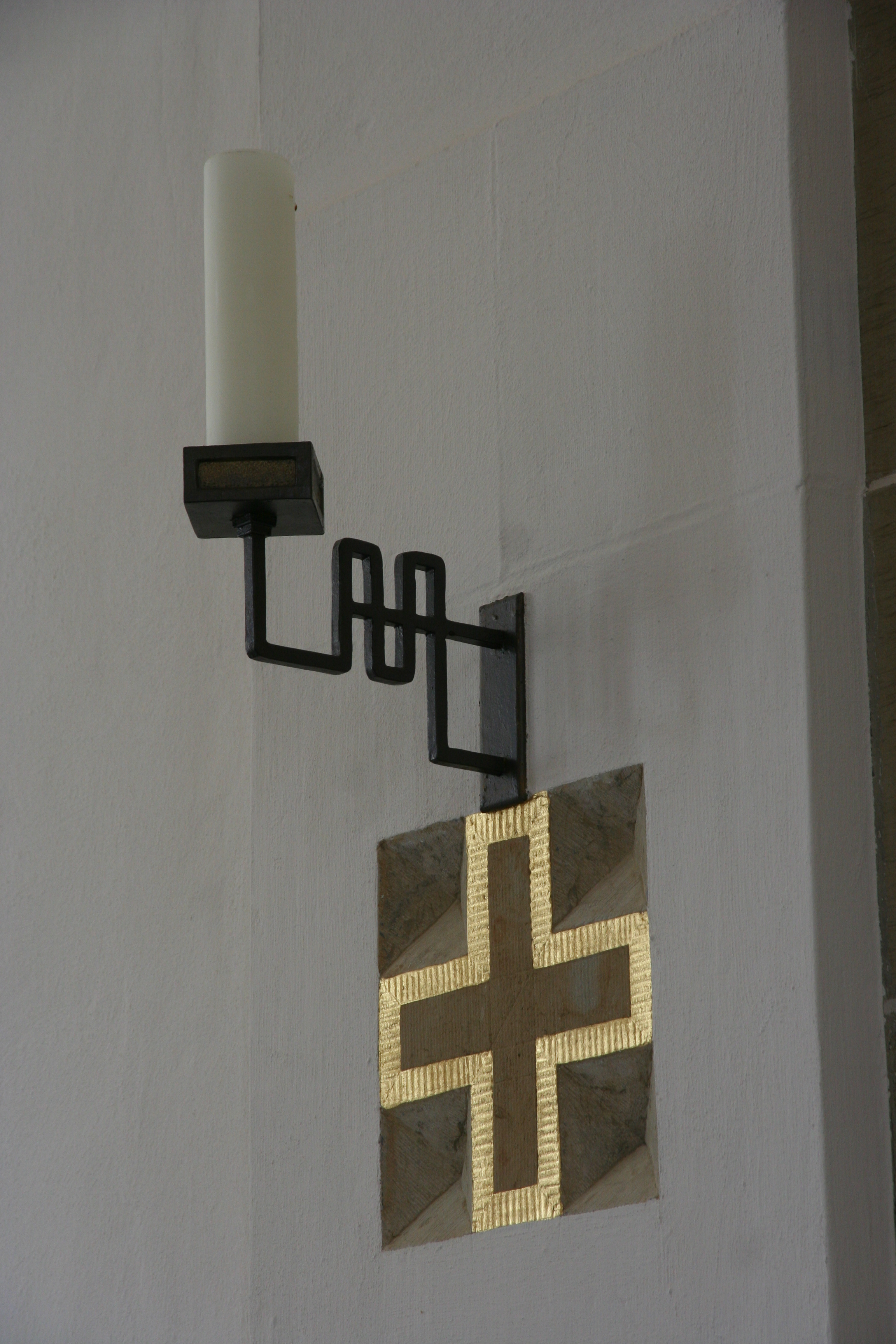
Apostelkerze